# Lecanthus
Lecanthus es un género botánico con 11 especies de plantas de flores perteneciente a la familia Urticaceae.

## Especies seleccionadas
- Lecanthus corniculatus
- Lecanthus major
- Lecanthus obtusus
- Lecanthus peduncularis